# So Hyon-uk
So Hyon-uk (서현욱?, 徐賢旭?; South Hamgyong, 17 aprile 1992) è un ex calciatore nordcoreano, di ruolo attaccante o centrocampista.

## Carriera

### Club
Il 24 agosto 2018 viene acquistato a titolo definitivo dalla squadra albanese del Partizani Tirana, con cui sottoscrive un contratto biennale con scadenza il 30 giugno 2020.

### Nazionale
Ha esordito con la maglia della nazionale nordcoreana nel 2014.

## Palmarès

### Club

#### Competizioni nazionali
- Campionato nordcoreano: 4

April 25: 2012, 2013, 2015, 2017

### Nazionale
- Giochi asiatici: 1

2014